# Собрание Уоллеса
Собрание Уоллеса (англ. Wallace Collection) — художественный музей в центральной части Лондона (административный округ Вестминстер, квартал Марилебон), всемирно известный редкостным подбором произведений изобразительного и декоративно-прикладного искусства XIV—XIX веков, включая значительные коллекции французской живописи XVIII века, мебели эпохи Людовика XV, оружия и доспехов европейского и восточного происхождения, севрского фарфора, золотых шкатулок, миниатюр, скульптуры, майолики, изделий из бронзы, стекла, лиможской эмали и картин «старых мастеров» (Тициана, Рембрандта, Рубенса, ван Дейка, Питера де Хоха, Тенирса младшего, Франса Хальса, Мурильо, Веласкеса, Доменикино, Чима да Конельяно, Бернардо Дадди, Рени, Роза, Яна Стена, Альберта Кёйпа), а также Каналетто, Франсуа Буше, Томаса Гейнсборо, Джошуа Рейнольдса, Антуана Ватто, Николя Ланкре, Гварди и других, размещенных в 25 галереях (всего ок. 5500 предметов).

## История Собрания
Собрание Уоллеса — оригинальная семейная коллекция, произведения искусства для которой были собраны между 1760 и 1880 годами первыми четырьмя маркизами Хартфорд из семьи Сеймур-Конвей и Сэром Ричардом Уоллесом (англ., 1818—1890) для своего лондонского особняка Хартфорд-хаус на Манчестер-сквер. В XIX веке представители семьи жили и работали в Париже и Лондоне, что определило европейский характер коллекции.
Френсис Сеймур-Конвей, 1-й маркиз Хартфорд (1718—1794), британский придворный и политик, прямой потомок Эдуарда Сеймура, 1-го герцога Сомерсета, брата Джейн Сеймур, третьей жены короля Генриха VIII, и дяди короля Эдуарда VI, приобрел восемь картин, представленных сейчас в Собрании Уоллеса: шесть работ Каналетто (и его студии) и портреты двух дочерей маркиза, Френсис и Элизабет, заказанные им у Джошуа Рейнольдса.
Френсис Инграм Сеймур-Конвей, 2-й маркиз Хартфорд (1743—1822), сын 1-го маркиза, посол в Берлине и Вене и лорд-камергер, приобрел два прекрасных английских портрета: Нелли О'Браен Джошуа Рейнольдса и Мэри Робинсон («Пердита») Джорджа Ромни. Ему был подарен ещё один портрет Мэри Робинсон, которая была другом семьи, работы Томаса Гейнсборо. Он также приобрел несколько предметов французской мебели и изделий севрского фарфора.
Френсис Сеймур-Конвей, 3-й маркиз Хартфорд (1777—1842), сын 2-го маркиза, британский консервативный политик и коллекционер, друг принца-регента, впоследствии короля Георга IV, был известным знатоком искусства. Он приобрел «Персея и Андромеду» Тициана, произведения голландского искусства XVII века, такие как «Кружевница» Каспара Нетшера и «Добрый самаритянин'» Рембрандта, а также французскую мебель, изделия из позолоченной бронзы и севрского фарфора.
Ричард Сеймур-Конвей, 4-й маркиз Хартфорд (1800—1870), сын 3-го маркиза, родился в Лондоне, но вырос в Париже с матерью. Непродолжительное время он был членом Британского парламента и кавалерийским офицером, но в 1829 году решил отказаться от всех публичных обязанностей и навсегда поселиться в Париже. Последние тридцать лет его жизни были посвящены коллекционированию произведений искусства. Он приобрел произведения голландской живописи (в том числе картины «Портрет Титуса, сына художника» Рембрандта и «Смеющийся кавалер» Франса Халса), много прекрасных картин «старых мастеров» (включая шедевры Пуссена, ван Дейка, Веласкеса и Рубенса) и большую часть картин XIX века, хранящихся теперь в Собрании Уоллеса. Как и его отец, он увлекался французским искусством XVIII века, но приобрел более широкий круг предметов и гораздо большего масштаба. Он покупал картины Ватто, Грёза, Буше и Фрагонара, немало изделий севрского фарфора, мебель лучших французских мебельщиков-краснодеревщиков, таких как Годро и Ризенер, а также миниатюры, золотые шкатулки, гобелены и скульптуры. В последнее десятилетие своей жизни он приобрел значительную коллекцию восточных доспехов и оружия, а также представительные образцы европейского оружия. 4-й маркиз, как правило, покупал предметы искусства на аукционе через агентов, отдавая предпочтение произведениям высшего сорта, которые находились в хорошем состоянии и были известны своим происхождением. Именно его вкус, одного из самых выдающихся коллекционеров XIX века, более, чем какого-либо другого основателя, определил характер Собрания Уоллеса, каким мы его видим сегодня.
В 1870 году особняк со всем его содержимым перешёл к побочному сыну последнего маркиза — сэру Ричарду Уоллесу. Тот был пленён французской культурой эпохи рококо и большую часть жизни провёл в Париже, скупая работы Буше, Фрагонара и других мастеров. В знак признательности он подарил городу Парижу пять десятков «фонтанов Уоллеса», которые стали городскими достопримечательностями. После возвращения в Лондон, в 1872 году, он выставил большую часть коллекции (на время реконструкции Хартфорд-хауса) в Музее Бетнал-Грин, где её увидели несколько тысяч человек, а сама выставка стала сенсацией. Принципиальным отличием от отца была его любовь к произведениям искусства Средневековья и эпохи Возрождения; он приобрел две большие коллекции европейских доспехов и оружия, ранние итальянские картины и иллюстрированные страницы из древних манускриптов, принадлежавшие виконту де Тозья, а также немало прекрасных миниатюр и золотых шкатулок. 26 июля 1878 года любимый премьер-министр королевы Виктории Бенджамин Дизраэли, граф Биконсфилд, посетил Хартфорд-хаус и записал в книге посетителей: «Биконсфилд в этом дворце гениальности, фантазии и вкуса». В конце жизни сэр Ричард Уоллес обсуждал возможность передачи своей коллекции нации, но не смог получить гарантии от правительства относительно эксплуатационных расходов. Коллекционер умер в 1890 году и был похоронен на парижском кладбище Пер-Лашез.
Семь лет спустя его вдова, леди Уоллес, урождённая Амели-Джулия-Шарлотта Кастельно, завещала коллекцию британской нации с тем, чтобы особняк Хартфорд-хаус был открыт для бесплатного посещения всеми желающими, что и случилось 22 июня 1900 года. Это был самый большой частный дар, когда-либо полученный Великобританией. Выражая свою волю, леди Уоллес, скорее всего, желала увековечить память своего супруга; в то же время она отметила и свою важную роль в формировании и сохранении коллекции. Завещанием было также обусловлено, что ни один предмет никогда не может покинуть Собрание, даже для экспонирования на временных выставках; музей не имеет права приобретать либо получать в дар произведения искусства. Леди Уоллес также уточнила, что правительство должно выделить место для строительства нового музея, и вся коллекция должна храниться в одном месте (после оглашения завещания правительство приняло решение не сооружать новый музей, а приобрести безусловное право собственности на Хартфорд-хаус, в течение последующих трех лет здание было переоборудовано для использования в качестве музея). Собрание в Хартфорд-хаусе сохраняется в неизменном виде до наших дней; музей не работал только во время двух мировых войн.
Перед смертью леди Уоллес завещала значительную часть своего имущества, в том числе художественные коллекции за пределами Хартфорд-хауса, сэру Джону Мюррэю-Скотту (1847—1912), который работал секретарем сэра Ричарда Уоллеса и стал самым близким другом и советником его вдовы в её последние годы. Мюррэй-Скотт неожиданно стал одним из самых богатых людей в Европе, собственником квартиры на улице Лафит и дворца Багатель в Париже, а также другой недвижимости в Лондоне, где находились коллекции мебели, скульптуры, гобеленов и фарфора; он стал первым опекуном Собрания Уоллеса. Впоследствии Мюррэй-Скотт продал дворец Багатель, а после смерти завещал парижскую квартиру и произведения искусства своей подруге баронессе Сэквилл, которая быстро продала коллекцию арт-дилеру Жаку Селигману. Последний распродал её по частям в последующие годы; произведения искусства из этого «второго Собрания Уоллеса» теперь можно обнаружить в музеях и частных коллекциях Америки и Европы.

### Хранители и директора Собрания
- 1897—1911 — сэр Клод Филлипс
- 1912—1924 — Дугалд Сазэрлэнд Макколл
- 1924—1936 — Сэмуэль Кэмп
- 1936—1962 — сэр Джеймс Манн
- 1963—1974 — сэр Фрэнсис Уотсон
- 1974—1978 — Тэренс Ходжкинсон
- 1978—1992 — Джон Ингамэлс
- 1992—2011 — дама Розалинд Сэвилл
- 2011—2016 — доктор Криштоф Мартин Фохтгерр
- с 2016 года — доктор Ксавье Брэй

- Большая гостиная. Представлены некоторые работы французского мастера-мебельщика Андре-Шарля Буля
- Часть музейной коллекции севрского фарфора
- Гостиная на втором этаже. Отреставрирована в середине 1990 гг. в стиле конца XIX в.
- Большая галерея в 2012 году, с Пейзажем с радугой Питера Пауля Рубенса, портретами Антониса ван Дейка и другими выдающимися работами
- Малая гостиная

## Статус музея и условия посещения
Собрание Уоллеса имеет статус вневедомственного публичного учреждения Великобритании и благотворительной организации; руководствуется в своей деятельности Актом о музеях и галереях 1992 года.
Вход в музей, в том числе на временные выставки, бесплатный.
Музей работает ежедневно (кроме 24, 25 и 26 декабря) с 10 до 17 часов. Бесплатные планы этажей можно получить в информационном бюро; там же за небольшую плату доступны аудиогиды на английском и французском языках, а также мультимедийный гид для детей.
В музее созданы необходимые условия для посетителей с ограниченными возможностями (в том числе глухих и со сниженным слухом, нарушенной мобильностью, слепых и слабовидящих); организуются специальные мероприятия для детей и семейного досуга, в его помещении проводятся концерты, лекции, творческие вечера, классы живописи; исследователи могут работать в библиотеке и архиве Собрания.
В рамках сотрудничества с Оксфордским университетом в музее обеспечивается преподавание курса «Искусство эпохи Просвещения: рисунок, текст, объект» для магистрантов.
Музей создал также интернет-базу данных Wallace Live, в которой можно искать изображения и информацию по объектам Собрания. В YouTube и подкастах доступны видеоматериалы о сокровищах музея.
Видеовступление в экспозицию музея можно просмотреть на фейсбук-странице Собрания Уоллеса; отдельно представлен также видеоролик на английском жестовом языке со звуковым сопровождением и субтитрами для глухих и людей со сниженным слухом.
В магазине музея — широкий выбор альбомов, книг, сувениров и подарков, создание которых было вдохновлено произведениями искусства из коллекций Собрания.

## Шедевры Собрания
Музей считает своими жемчужинами:
- картину Франса Халса Смеющийся кавалер, Нидерланды, 1624, полотно, масло (большая галерея);
- письменный прибор с «глобусами», Франция, 1758—1759, Севрская фарфоровая мануфактура, ювелир Жан-Клод Шамбеллан Дюплесси старший (ок. 1695—1774), автор изображений херувимов, вероятно, Шарль-Николя Доден (1734—1803), роспись по мягкому фарфору, позолоченные и посеребрённые крепления (выставочная галерея 2);
- секретер Людовика XV, Франция, 1739, мастера Антуан-Робер Годро (1682—1746), Жак Кафьери (1678—1755), дуб, отделанный ценными породами дерева и сатином, ящики из красного дерева, красная льняная подкладка внутри ящиков и шкафов, золочённая бронза, позолоченные латунные петли, латунные дверные ручки и замок кронштейна между ящиками, змеевидная мраморная столешница (задний парадный зал);
- бюст мадам де Серии Жана-Антуана Гудона, Франция, 1782, мрамор (столовая);
- конные доспехи, вероятно, оружейник Ульрих Рёмбс, Германия, Ландсхут, ок. 1480, 1800—1899 (рукавицы), железо с низким и средним содержанием высокоуглеродистой стали, кожа, войлок, полотно, дерево и медные сплавы, рифление, прессование, точение, протравливание, штамповка, чеканка, гравировка (зал европейского оружия II);
- портрет маркизы де Помпадур работы Франсуа Буше, Франция, 1759, полотно, масло (овальная гостиная);
- табакерку работы ювелира Жана Дюкроле (ок. 1710—1787), Франция, Париж, 1744, золото, эмаль (будуар);
- картину Питера Пауля Рубенса Пейзаж с радугой, Фландрия, ок. 1636, дубовая панель, масло (большая галерея);
- гардероб, считается работой Андре-Шарля Буля, Франция, ок. 1700, дуб (задняя часть окрашена чёрной краской), эбонитовое дерево, инкрустация Буль с обработкой латунью и панцирем черепахи, инкрустация (внутренние двери) с обработкой эбонитовым деревом, амарантом и оловом, позолоченная бронза, стальные замки, болты и ключ (большая гостиная);
- картину Жана-Оноре Фрагонара «Качели», Франция, 1767, полотно, масло (овальная гостиная);
- вазу для охлаждения вина, мастерская Фламинио Фонтаны (период активной работы: 1571—1591), Италия, Урбино, 1574, глазурованная оловом керамика, расписанная (комната для курения);
- картину Антуана Ватто «Галантный Арлекин и Коломбина», Франция, ок. 1714—1717, дубовая панель, масло (малая гостиная).

## Здание
Собрание Уоллеса экспонируется в «домашней обстановке» в Хартфорд-хаусе — главной резиденции своих бывших владельцев, сэра Ричарда и леди Уоллес, расположенном в центре Лондона и сооруженном как Манчестер-хаус в конце XVIII века.
Особняк был построен по проекту архитектора Джошуа Брауна между 1776 и 1788 годами Джорджем Монтегю, 4-м герцогом Манчестером на арендованных им землях, принадлежавших семье Портман. Трёхэтажное здание состояло из пяти секций на южном фасаде и имело большое венецианское окно.
В 1791—1795 годах здание использовалось посольством Испании, а в 1797-м его арендовал Френсис Инграм Сеймур-Конвей, 2-й маркиз Хартфорд. В 1807 году он добавил по две комнаты в каждом крыле на втором этаже и зимний сад над главным входом. 2-й маркиз использовал дом как свою основную лондонскую резиденцию, проводя там много приёмов и вечеров, самым престижным из которых был бал Союзных суверенов после поражения Наполеона в1814 году. В 1836—1851 годах в здании находилось посольство Франции.
Ричард Сеймур-Конвей, 4-й маркиз Хартфорд жил в основном в Париже и использовал Манчестер-хаус преимущественно для хранения растущей коллекции произведений искусства. Только после Парижской Коммуны, в 1871 году, сэр Ричард Уоллес, внебрачный сын 4-го маркиза, решил вернуться в Лондон вместе с большей частью своей парижской коллекции. Приобретя арендные права на Манчестер-хаус у Френсиса Джорджа Хьюга Сеймура, 5-го маркиза Хартфорда, он переименовал дом в честь отца в Хартфорд-хаус. Архитектор Томас Эмблер по заказу сэра Ричарда перестроил здание, завершив три стороны внутреннего четырёхугольника рядом галерей на втором этаже, в том числе прекрасной большой галереей в задней части здания, создал новый передний портик с дорическими пилястрами, построил каретный сарай и комнату для курения. В 1897—1900 годах дом был превращён Офисом общественных работ в музей.
После реализации Проекта Столетия музея в 2000 году архитектором Риком Мазером и его компанией площадь музея увеличилась на 30 процентов; был создан престижный ресторан во французском стиле в перекрытом стеклянной крышей внутреннем дворе (саду скульптур), им управляет компания «Пэйтон и Бирн».

### Музейное пространство
- Первый этаж: холл (обновлен в 1994 году); столовая; передний парадный зал; задний парадный зал; галерея XVI века; комната для курения; бильярдная комната; зал восточного оружия; зал европейского оружия I; зал европейского оружия II; зал европейского оружия III; оружейный коридор.
- Второй этаж: холл; овальная гостиная; малая гостиная; большая гостиная; восточная гостиная; восточная галерея I; восточная галерея II; восточная галерея III; большая галерея; будуар; кабинет; западная комната; западная галерея I; западная галерея II; галерея XIX века.
- Цокольный этаж был реконструирован в 2000-х годах; обновлена и увеличена площадь порфирового дворика; созданы: галерея сохранности Джона Риблета; выставочные галереи; лекционный театр Гудисона; образовательная студия Мэри Вэстон; библиотека Эранды для посетителей.

## Коллекции
- Тициан. Персей и Андромеда, ок. 1554—1556
- Диего Веласкес. Дама с веером, ок. 1648
- Рембрандт. Портрет Титуса, сына художника, ок. 1657
- Антонис ван Дейк. Портрет Филиппа Ле Руа, 1630
- Питер Пауль Рубенс. Вручение ключей от чистилища и рая святому Петру, ок. 1616

- Антуан Ватто. Утренний туалет, 1716—1718
- Каналетто. Залив Джудекка, Венеция, ок. 1740
- Франсуа Буше. Восход Солнца, 1753
- Томас Гейнсборо. Мэри Робинсон (Пердита), ок. 1781

В Собрании Уоллеса представлены коллекции: картин и миниатюр; керамики; оружия и доспехов; произведений декоративно-прикладного искусства; мебели; скульптуры; в Собрании также есть как минимум одна реликвия — колокольчик святого Муры.
Произведения искусства в Собрании включают:

- картины, акварели и рисунки — 775;
- предметы мебели — 528;
- керамика — 510;
- европейское и восточное оружие и доспехи — 2370;
- скульптура — 466;
- миниатюры — 334;
- произведения декоративно-прикладного искусства Средневековья и эпохи Возрождения — 363;
- ювелирные изделия — 120.

- Антуан Ватто. «Радости жизни»
- Фрагонар. «Качели»

### Картины и миниатюры
Собрание Уоллеса представляет массив европейских картин, написанных маслом, с XIV до середины XIX века, который среди музеев Англии уступает лишь Национальной галерее.
Картины «старых мастеров» Собрания Уоллеса представлены мировыми шедеврами, созданными ведущими художниками своего времени. Особенно полно в Собрании Уоллеса представлены голландская и фламандская живопись XVII века, экспонируются также и выдающиеся произведения английских, итальянских и испанских художников. Поскольку Ричард Сеймур-Конвей, 4-й маркиз Хартфорд почти постоянно жил в Париже, не удивительно, что в коллекции полноценно представлены ведущие французские художники XVIII и XIX веков: Ватто, Буше, Фрагонар, Александр-Габриэль Декан и Месонье, чьих картин практически нет в других местах в Британской национальной коллекции. Коллекция французской живописи XVIII века Собрания Уоллеса является одной из самых лучших в мире.
Представлена группа прекрасных английских и французских акварелистов XIX века, в том числе работы Бонингтона, Тернера, Жерико и Декана, а также более трёхсот миниатюр XVI—XIX веков, большинство из которых принадлежит французским художникам. Картины, акварели и миниатюры в Собрании Уоллеса дают уникальную возможность увидеть в наше время модную коллекцию середины XIX века, собранную в Лондоне и Париже с исключительным вкусом и почти неограниченными ресурсами.
Коллекция картин, акварелей и рисунков представляет все ведущие европейские школы.
- Британское, немецкое, испанское и итальянское искусство — 151 картина, 60 рисунков[10];
- Французское искусство XIX века — 134 картины, 57 акварелей[11];
- Французское искусство до 1815 года — 144 картины, 8 рисунков и акварелей[12];
- Голландское искусство — 173 картины, 2 рисунка[13];
- Фламандское искусство — 8 картин[13].